# Powrót doktora X
Powrót doktora X – amerykański horror science fiction z 1939 roku w reżyserii Vincenta Shermana.

## Treść
Dziennikarz i młody lekarz starają się rozwikłać zagadkowe morderstwa.

## Obsada
- Wayne Morris - Walter Garrett
- Rosemary Lane - Joan Vance
- Humphrey Bogart - dr Maurice Xavier, właśc. Marshall Quesne
- John Litel - dr Francis Flegg
- Creighton Hale - kierownik hotelu